# Pecka (district de Jičín)
Pour les articles homonymes, voir Pecka.
Pecka (en allemand : Petzka) est une commune du district de Jičín, dans la région de Hradec Králové, en République tchèque. Sa population s'élevait à 1 335 habitants en 2024.

## Géographie
Pecka se trouve à 7 km à l'est-sud-est de Nová Paka, à 19 km à l'est-nord-est de Jičín, à 24 km au sud-ouest de Trutnov, à 34 km au nord-ouest de Hradec Králové et à 95 km au nord-est de Prague.
La commune est limitée par Vidochov au nord-ouest, par Borovnice au nord, par Borovnička, Horní Brusnice et Borek à l'est, par Vřesník au sud, par Lázně Bělohrad au sud-ouest et par Nová Paka à l'ouest.

## Histoire
La première mention écrite de la localité date de 1322.
|  |

## Administration
La commune se compose de neuf sections :
- Arnoštov
- Bělá u Pecky
- Bukovina u Pecky
- Horní Javoří
- Kal
- Lhota u Pecky
- Pecka
- Staňkov
- Vidonice

## Galerie

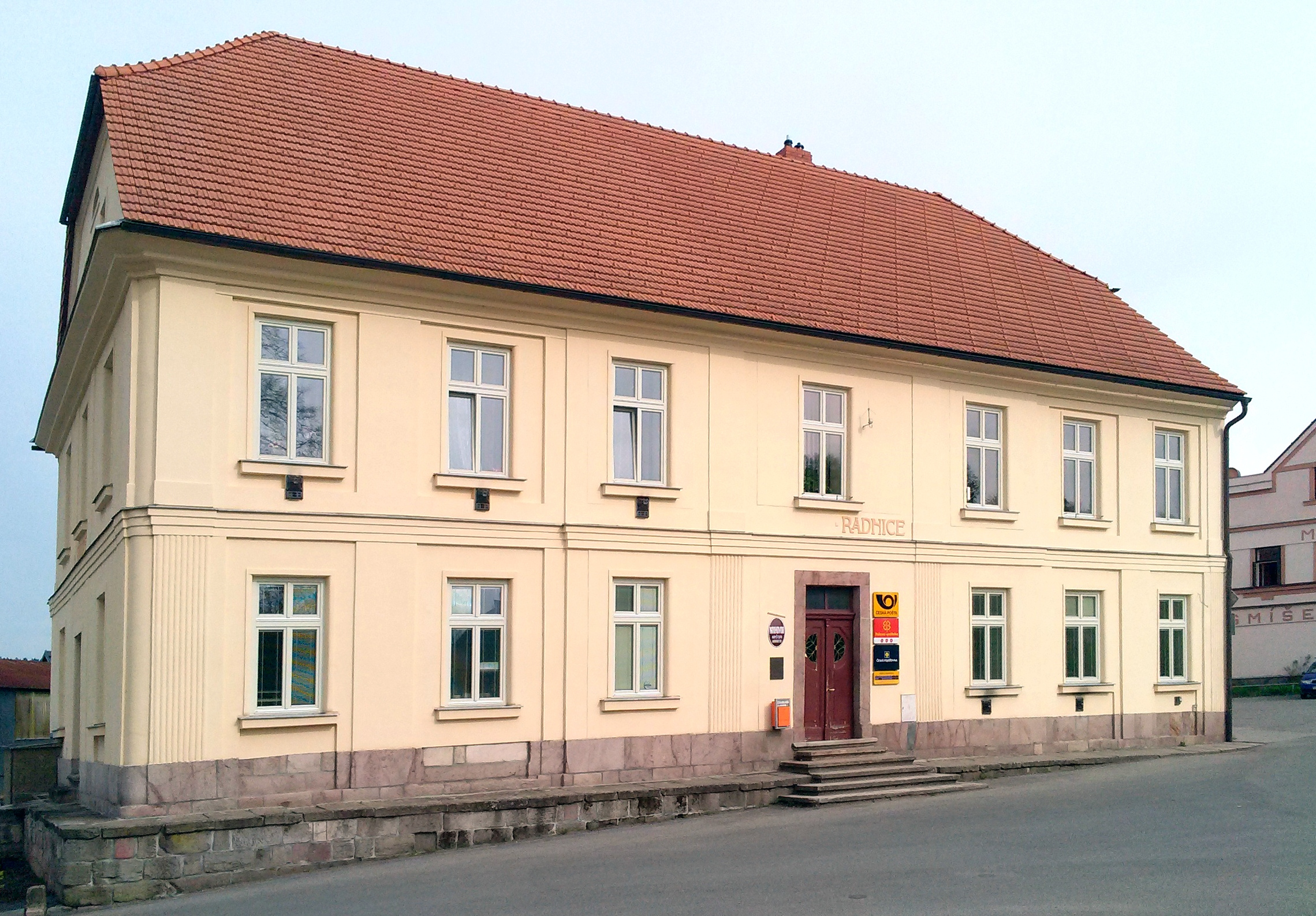
Hôtel de ville.
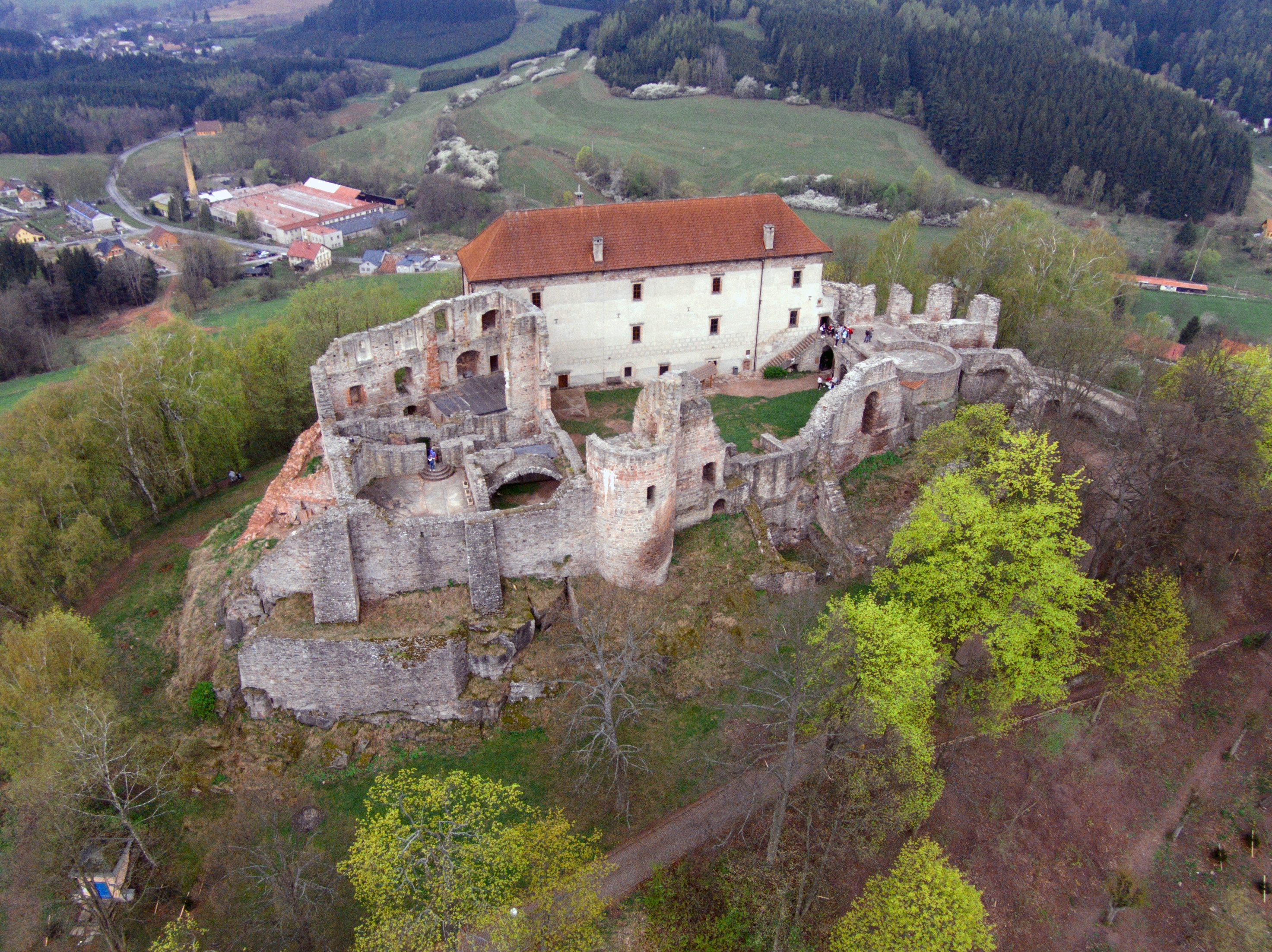
Château de Pecka.

## Transports
Par la route, Pecka se trouve à 8,5 km de Nová Paka, à 24 km de Jičín, à 41 km de Hradec Králové et à 118 km de Prague. 